# 東坎迪亞 (新罕布什爾州)
東坎迪亞（英語：East Candia）是位於美國新罕布什爾州羅京安縣的非建制地區。

## 歷史
東坎迪亞的郵局於1888年設立，其後於1996年停運。

## 地理
東坎迪亞所處的海拔為高於海平面135米（即443英呎），而該地所採用的時區為UTC-5，即北美东部时区（EST）。同時該地設有夏令時間，為UTC-5調快一小時，即UTC-4（EDT）。